# Gia Pergolini
Gia Pergolini (Atlanta, 3 febbraio 2004) è una nuotatrice paralimpica statunitense.

## Carriera
Pergolini ha fatto il suo debutto internazionale ai campionati mondiali di nuoto paralimpico del 2017 tenutesi a Città del Messico dove ha vinto una medaglia d'argento nei 100 metri dorso classe S13. Ha nuovamente rappresentato gli Stati Uniti ai campionati mondiali di nuoto paralimpico del 2019 di Londra dove ha vinto una medaglia d'argento nei 100 metri dorso S13. Durante i Campionati nazionali di nuoto paralimpico degli Stati Uniti del 2018 ha stabilito il record americano nei 100 metri dorso classe S13 con un tempo di 1'07"97.
Appena diciassettenne, ha gareggiato nei 100 metri dorso femminili S13 alle Paralimpiadi estive del 2020 di Tokyo dove ha stabilito il record del mondo con un tempo di 1'05"05 nelle batterie di qualificazione; ha poi battuto nuovamente il record mondiale in finale con il crono di 1'04"64, vincendo così la medaglia d'oro.
Il 14 aprile 2022 è stata convocata per rappresentare gli Stati Uniti ai campionati mondiali di nuoto paralimpico del 2022 di Madeira, dove ha ottenuto una medaglia d'oro, due medaglie d'argento e una di bronzo.
Il 2 luglio 2024 viene convocata dalla nazionale statunitense per partecipale alle Paralimpiadi estive del 2024 di Parigi, durante le quali ha vinto un oro nei 100 metri dorso classe S13 e un argento nei 50 metri stile libero.

## Palmarès

### Giochi paralimpici
| Anno | Manifestazione                 | Sede   | Evento                           | Risultato | Note |
| ---- | ------------------------------ | ------ | -------------------------------- | --------- | ---- |
| 2021 | XVI Giochi paralimpici estivi  | Tokyo  | 100 metri dorso classe S13       | Oro       |      |
| 2024 | XVII Giochi paralimpici estivi | Parigi | 50 metri stile libero classe S13 | Argento   |      |
| 2024 | XVII Giochi paralimpici estivi | Parigi | 100 metri dorso classe S13       | Oro       |      |

### Mondiali
| Anno | Manifestazione               | Sede              | Evento                                  | Risultato | Note |
| ---- | ---------------------------- | ----------------- | --------------------------------------- | --------- | ---- |
| 2017 | Campionati mondiali di nuoto | Città del Messico | 100 metri dorso classe S13              | Argento   |      |
| 2019 | Campionati mondiali di nuoto | Londra            | 100 metri dorso classe S13              | Argento   |      |
| 2022 | Campionati mondiali di nuoto | Madeira           | 100 metri dorso classe S13              | Oro       |      |
| 2022 | Campionati mondiali di nuoto | Madeira           | 100 metri stile libero classe S13       | Oro       |      |
| 2022 | Campionati mondiali di nuoto | Madeira           | 100 metri farfalla classe S13           | Argento   |      |
| 2022 | Campionati mondiali di nuoto | Madeira           | 50 metri stile libero classe S13        | Argento   |      |
| 2022 | Campionati mondiali di nuoto | Madeira           | 200 metri misto individuali classe SM13 | Bronzo    |      |